# Columbo: Wein ist dicker als Blut
Wein ist dicker als Blut (Originaltitel: Any Old Port in a Storm) ist eine erstmals im Rahmen der NBC-Sunday-Mystery-Movie-Serie gesendete Episode der Kriminalfilm-Reihe Columbo aus dem Jahr 1973. Die deutschsprachige Erstausstrahlung der zweiten Folge der dritten Staffel folgte 1975 im Deutschen Fernsehen. Der britische Schauspieler Donald Pleasence verkörpert als Weingutbesitzer Adrian Carsini den Gegenspieler von Inspektor Columbo, dargestellt von Peter Falk.

## Handlung

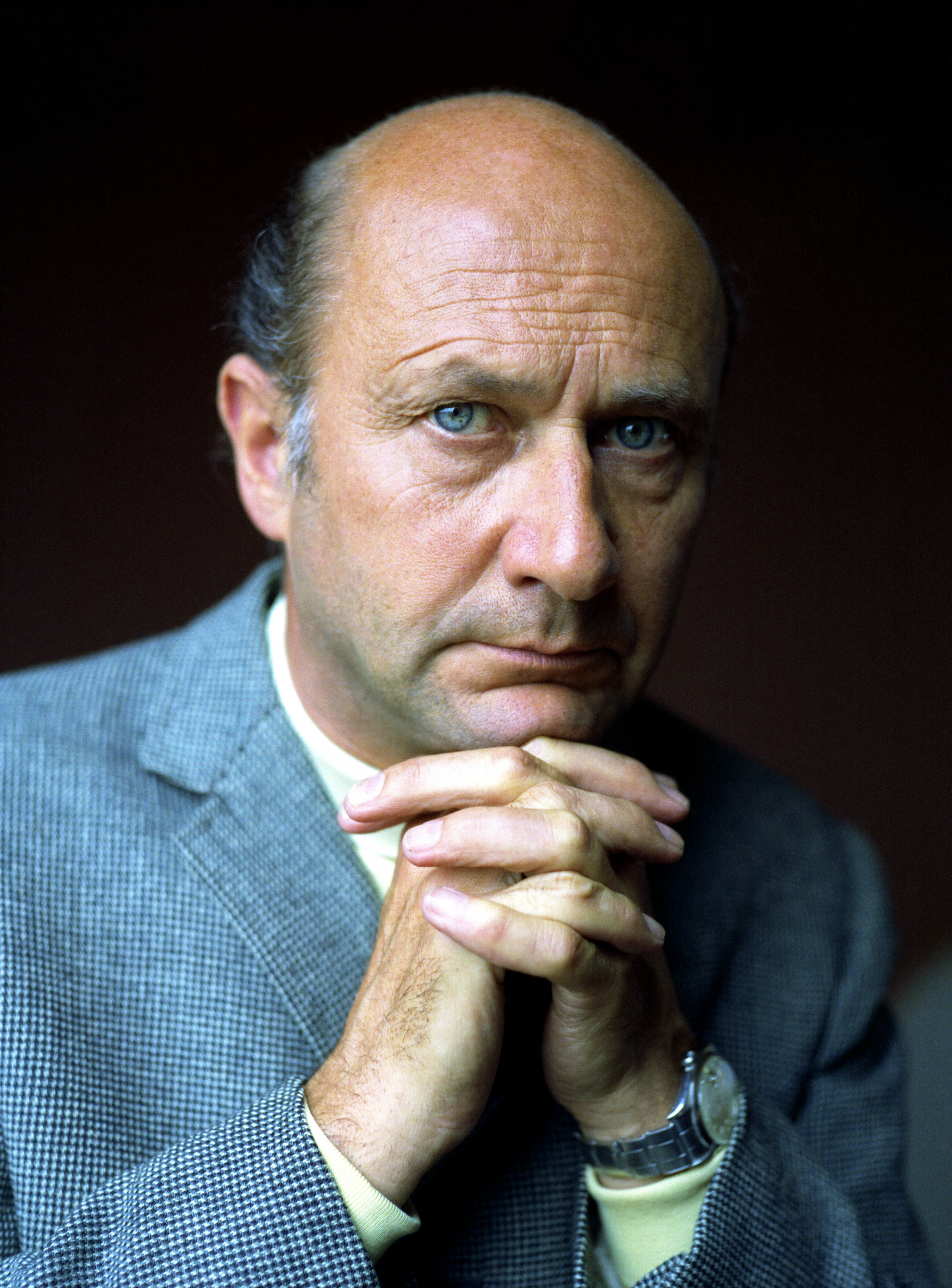
Donald Pleasence spielte als Winzer Adrian Carsini den Mörder

Adrian Carsini ist ein leidenschaftlicher Winzer, der sich durch seine Hingabe und Expertise einen hervorragenden Ruf in der Branche erarbeitet hat. Seine extravagante Vorliebe für den Ankauf wertvoller Weinraritäten kostet ihn allerdings viel Geld und schmälert den Ertrag des Unternehmens. Während er zusammen mit drei Freunden eine Weinprobe auf seinem kalifornischen Weingut veranstaltet, stattet ihm sein Halbbruder Ric – sportlicher Lebemann und charakterlicher Gegensatz zu Adrian – einen Besuch ab. Um sein ausschweifendes Leben finanzieren zu können, möchte Ric das ihm gehörende Grundstück verkaufen, auf dem sich das Weinanbaugebiet befindet. Adrian fühlt sich um seine Lebensaufgabe betrogen und schlägt Ric im Affekt mit einem schweren Gegenstand nieder. Anschließend widmet er sich wieder den ahnungslosen Gästen in der Probierstube und schickt seine Sekretärin Karen Fielding zwecks Vorbereitung einer bevorstehenden Geschäftsreise fort. Nachdem sich auch die Gäste verabschiedet haben, trägt Adrian seinen bewusstlosen Bruder in den Weinkeller, fesselt ihn und schaltet die Klimaanlage aus. Danach versteckt er Rics Wagen in der Garage und fliegt für eine Woche zu einer Weinauktion nach New York City.
Einige Tage später gibt Rics Verlobte Joan Stacey bei der Polizei eine Vermisstenmeldung auf, da ihr Partner nicht zur vorgesehenen Hochzeit erschienen ist. Nach der Rückkehr von der Reise findet Carsini seinen Bruder leblos im Gewölbe vor. Er fährt mit dessen Wagen zu einer abgelegenen Klippe, zwängt den Körper in einen Tauchanzug und stößt den präparierten Leichnam ins Meer. Mit einem Faltrad fährt er zum Weingut zurück. Am nächsten Tag entdeckt die Küstenwache den Toten und alarmiert die Behörden um Inspektor Columbo. Dem ersten Anschein nach muss Ric mit dem Kopf gegen einen Felsen gestoßen und nach einer längeren Bewusstlosigkeit erstickt sein. Als Columbo Stacey die schlechte Nachricht überbringt, berichten ihm Rics Freunde von der problematischen Beziehung zwischen den beiden Brüdern. Der Inspektor wundert sich darüber, dass das Verdeck des gepflegten Sportwagens nicht geschlossen war, obwohl es am Tag des vermeintlichen Tauchunfalles geregnet hat. Darüber hinaus habe Ric laut Gutachten der Gerichtsmediziner über einen Zeitraum von zwei Tagen vor seinem Tod nichts gegessen.
Columbo, der zwischenzeitlich über die Kunst der Weinherstellung recherchiert hat, befragt Carsini zu den zurückliegenden Ereignissen und lässt sich den Weinkeller zeigen. Dort erfährt er unter anderem, wie wichtig die Raumtemperatur für die Konservierung der gelagerten Flaschen ist. Der Inspektor sucht auch Fielding in ihrer Wohnung auf. Sie behauptet, Ric sei am fraglichen Tag unmittelbar nach der Unterredung mit Carsini weggefahren. Um sich für sein aufdringliches Verhalten im Zuge der Ermittlungen zu entschuldigen, lädt Columbo beide in ein exklusives Restaurant ein. Zum Dessert bestellt er einen sehr seltenen Portwein. Carsini ist zunächst erfreut über die Aussicht, das kulinarische Erlebnis mit dem edlen Tropfen abzurunden. Beim ersten Schluck stellt er jedoch entrüstet fest, dass der Wein einer hohen Temperatur ausgesetzt gewesen und damit ungenießbar geworden ist. Beim Gehen erzählt der Inspektor beiläufig von einem für die Jahreszeit ungewöhnlichen Hitzetag in der zurückliegenden Woche. Dank der Aussage von Fielding habe er den Fall aber abschließen können. Auf der Rückfahrt äußert Carsini seinen Unmut über die Falschaussage seiner spröden Sekretärin. Diese offenbart nun ihre wahren Absichten: Nach den langjährigen treuen Diensten als Angestellte möchte sie ihn heiraten und an seinem Reichtum teilhaben.
Carsini fährt nach Hause und erinnert sich an Columbos Bemerkung zu den hohen Außentemperaturen während seiner Dienstreise sowie die abgeschaltete Klimaanlage im Gewölbe. Verzweifelt realisiert er, dass seine einzigartige Sammlung durch Überhitzung ruiniert worden ist. Er füllt etliche Körbe mit den nun wertlosen Flaschen, fährt zur Küste und wirft sie ins Meer. Als er zu seinem Wagen zurückkehrt, wartet dort bereits der Inspektor auf ihn. Bei der früheren Begehung des Weinkellers hatte Columbo die Flasche mit dem verdorbenen Portwein in einem unbeobachteten Moment entwendet und dem eingeweihten Sommelier im Restaurant vor dem gemeinsamen Abendessen übergeben. Seine Hoffnung, Carsini würde mit seinem feinen Gaumen den Unterschied erkennen und entsprechende Schlüsse ziehen, wurde erfüllt. Erleichtert, fortan nicht in den Zwängen einer lieblosen Ehe mit Fielding leben zu müssen, gesteht Carsini die Tat.

## Hintergrund
Peter Falk äußerte sich in einem Interview in der Late-Night-Show The Tonight Show drei Tage vor der Erstausstrahlung begeistert von der Folge: “I’m very fond of that episode. Columbo liked the Donald Pleasence character a lot. That character had the same obsession with excellence that Columbo had. Columbo might have been a slob with clothes, but he had a respect and admiration for excellence. The job has to be done properly. He doesn’t like sloppiness in the job. Columbo was delighted by that guy. He admired him.” (deutsch: „Ich mag diese Episode sehr. Columbo mochte die Rolle von Donald Pleasence. Diese Figur hatte die gleiche Vorliebe für herausragende Fähigkeiten wie Columbo. Columbo war vielleicht ein Trottel, wenn es um Kleidung ging, aber er respektierte und bewunderte Spitzenleistungen. Die Arbeit muss ordnungsgemäß erledigt werden. Er mag keine Schlamperei im Job. Columbo war von diesem Kerl begeistert. Er bewunderte ihn.“)
Die Dreharbeiten fanden in der Brookside Winery in der kalifornischen Stadt Guasti nahe dem Ontario International Airport statt. Einige Außenaufnahmen entstanden auch auf dem Harold Lloyd Estate (Greenacres) in Beverly Hills.
Der englische Originaltitel stammt aus der Seemannssprache. Mit dem Sprichwort „Any Port in a Storm“ wird das Fehlen eines sicheren Hafens bei schlechtem Wetter auf hoher See beklagt. Im übertragenen Sinn kann eine Person, die sich in Schwierigkeiten befindet, nicht auf die perfekte Lösung warten. Die sprachspielerische Erweiterung auf „Old Port“ ersetzt den „Hafen“ durch einen „(alten) Portwein“. Der Titel der deutschen Fassung ist eine Abwandlung der Redewendung „Blut ist dicker als Wasser“ und soll zum Ausdruck bringen, dass Adrian Carsini den Mord an seinem Bruder mit seiner Begeisterung für die Winzerei rechtfertigt. In der ursprünglichen Bedeutung wäre die Blutsverwandtschaft stärker gewesen.

## Besetzung und Synchronisation
Die deutschsprachige Synchronfassung entstand im Jahr 1975 bei der Studio Hamburg Synchron nach einem Dialogbuch von Werner Bruhns.
| Figur                       | Darsteller        | Deutscher Sprecher  |
| --------------------------- | ----------------- | ------------------- |
| Lieutenant Columbo          | Peter Falk        | Klaus Schwarzkopf   |
| Gaststars                   |                   |                     |
| Adrian Carsini              | Donald Pleasence  | Wolfgang Spier      |
| Joan Stacey                 | Joyce Jillson     | Heidi Schaffrath    |
| Enrico „Ric“ Carsini        | Gary Conway       | Volker Lechtenbrink |
| Frederick Falcon            | Dana Elcar        | Alexander Welbat    |
| Karen Fielding              | Julie Harris      | Christa Berndl      |
| Weitere Darsteller          |                   |                     |
| Oberkellner                 | Vito Scotti       | Werner Schumacher   |
| Betrunkener                 | Robert Donner     | Gottfried Kramer    |
| Stein                       | Robert Ellenstein | Wolfgang Kieling    |
| Billy Fine                  | Robert Walden     | Uwe Friedrichsen    |
| Lewis                       | Regis Cordic      | Manfred Steffen     |
| Andy Stevens                | Reid Smith        | Joachim Richert     |
| Officer                     | John McCann       | Horst Stark         |
| Auktionator                 | Walker Edmiston   | Henry Kielmann      |
| Hausmeister des Winzergutes | Frank Puglia      |                     |

## Rezeption
Die Fernsehzeitschrift TV Spielfilm vergab eine positive Wertung (Daumen hoch): „Ein wirklich guter Columbo-Jahrgang.“
Das Lexikon des internationalen Films befand: „Etwas langatmiger Kriminalfilm, der sich jedoch um Milieu- und Typenzeichnung bemüht.“
Der Autor Michael Striss wertete mit vier von vier Sternen (Höhepunkt). Er resümierte: „Diese Episode hat alles, was zu einem Spitzen-»Columbo« gehört: diverse Kultmotive, hervorragend dargestellte Charaktere (z. B. durch Vito Scotti in seinem ersten Auftritt in der Serie) sowie eine ausgezeichnete Idee, den Täter zu überführen. Die Krönung ist die Verpflichtung von Donald Pleasence, dieses immer wieder – selbst in drittklassigen Streifen – faszinierenden Charakterdarstellers. Im Deutschen wie so häufig adäquat unterstützt durch die charakteristische, hohe Stimme von Wolfgang Spier, gibt er eine glänzende Charakterzeichnung eines Mannes ab, der für eine Leidenschaft lebt – und dem man kaum ernsthaft böse sein kann.“
Der Autor Mark Dawidziak fügte hinzu: „Wie Alter schützt vor Torheit nicht ist Wein ist dicker als Blut eine der wenigen zweistündigen Episoden, die als nicht in die Länge gezogen erscheinen. Aber Wein ist dicker als Blut stellt eine weitaus bessere Leistung dar als die sehr unterhaltsame Folge Alter schützt vor Torheit nicht. Tatsächlich verdient die Episode problemlos eine Erwähnung unter den besten Columbo-Folgen: Tödliche Trennung, Mord mit der linken Hand, Mord in Pastell, Zwei Leben an einem Faden. […] Und Pleasence war ein großartig einnehmender und exzentrischer Gegenspieler für Falks großartig einnehmenden und exzentrischen Helden. Als Columbo in die Welt der Weinherstellung eintaucht, wirkt er italienischer als je zuvor. […] Wein ist dicker als Blut ist die erste Folge mit einem amüsanten Cameo-Auftritt des Schauspielveteranen Vito Scotti. Der wandlungsfähige Darsteller leistete als pingeliger Oberkellner so hervorragende Arbeit, dass er in der nächsten Folge Stirb für mich eine weitere Rolle als eleganter Schneider aus Beverly Hills übernahm. […] Als klassischer Columbo vom Vorspann bis zum Schluss ist Wein ist dicker als Blut gleichzeitig intelligent, melancholisch und witzig. Auch wenn am Ende ein tragisches Gefühl spürbar ist, herrscht in den spannungsgeladenen zwei Stunden ein ebenso schelmischer Geist.“
Der Kameramann Harry L. Wolf erhielt 1974 einen Emmy in der Kategorie Best Cinematography for Entertainment Programming – For a Series or a Single Program of a Series.